# Igor Paklin
Igor Vasiljevič Paklin (rusky Игорь Васильевич Паклин; * 15. června 1963, Frunze, Kyrgyzská SSR) je bývalý sovětský atlet kyrgyzské národnosti, jehož specializací byl skok do výšky.
V roce 1981 skončil čtvrtý na juniorském mistrovství Evropy v nizozemském Utrechtu. O dva roky později obsadil společně s Dietmarem Mögenburgem čtvrté místo na prvním Mistrovství světa v atletice v Helsinkách. V roce 1986 se stal ve Stuttgartu mistrem Evropy, když ve finále skočil 234 cm. Později vybojoval stříbro na prvních hrách dobré vůle v Moskvě. O rok později se stal v Indianapolisu halovým mistrem světa. Na druhém světovém šampionátu v Římě 1987 získal společně s Gennadijem Avdějenkem stříbrnou medaili. V roce 1988 skončil na letních olympijských hrách v Soulu sedmý. Jeho posledním větším úspěchem bylo desáté místo na MS v atletice 1991 v Tokiu.

## Osobní rekordy
Patří mezi sedm výškařů celé historie, kteří překonali pod otevřeným nebem hranici 240 cm. 4. září 1985 na světové letní univerziádě v japonském Kóbe vytvořil výkonem 241 cm nový světový rekord a jako druhý atlet v historii se dostal přes tuto hranici. Prvním výškařem, který překonal 240 cm se stal sovětský atlet ukrajinské národnosti Rudolf Povarnicyn. Světový rekord překonal 30. června 1987 Švéd Patrik Sjöberg výkonem 242 cm. Přes 240 cm se přenesli také kromě světového rekordmana Javiera Sotomayora dále Charles Austin a prozatím posledním výškařem se stal Rus Vjačeslav Voronin v roce 2000.
- hala – 238 cm – 7. března 1987, Indianapolis
- venku – 241 cm – 4. září 1985, Kóbe